# Agdz
Agdz, ook wel gespeld als Agdez (Tamazight: ⴰⴳⴷⵣ, Arabisch: أگدز) is een Marokkaanse stad in de regio Drâa-Tafilalet, in de provincie Zagora met ongeveer 11.000 inwoners (2024). Agdz ligt aan de voet van Jbel Kissane en langs de oevers van de rivier de Draa.
Agdz ligt ongeveer 65 kilometer ten zuiden van Ouarzazate, 92 kilometer ten noorden van de stad Zagora. Agdz, wat 'rustplaats' betekent, ligt langs de oude karavaanroute die Marrakech met Timboektoe verbond en speelde een belangrijke rol in de uitwisseling van goederen door de Sahara.
Vanuit geografisch oogpunt is Jebel Kissane het meest prominente kenmerk van Agdz, dat midden in de Draa-vallei ten oosten van Agdz ligt. Kissane betekent "glazen" in het Arabisch en de jebel wordt zo genoemd omdat het lijkt op glazen thee achter een theepot.

## Geschiedenis
De jaren 1970 en 1980 waren zwaar voor de landbouwsector als gevolg van droogte.

## Lokale instellingen
De wekelijkse openluchtmarkt (souk) wordt op donderdag gehouden over de brug vanuit het stadscentrum.

## Foto's

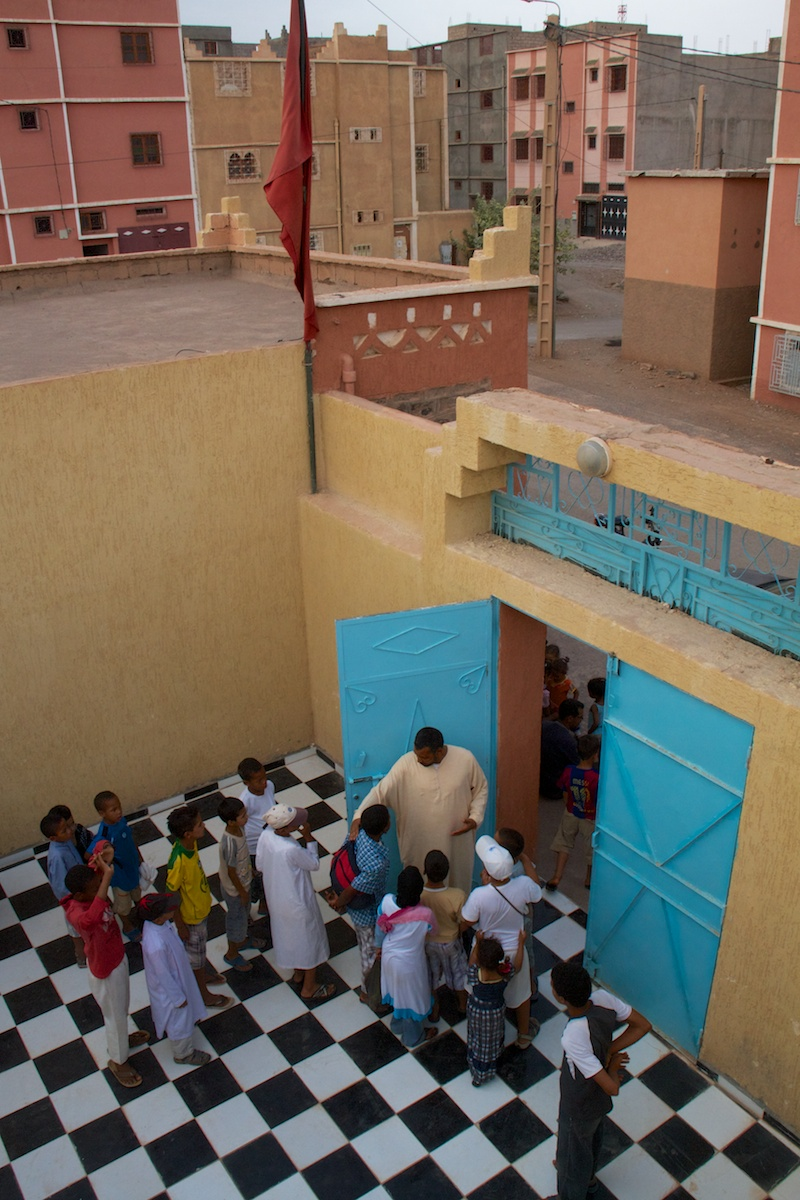
Dar Chebab Mohamed Ezzarktouni in Agdz
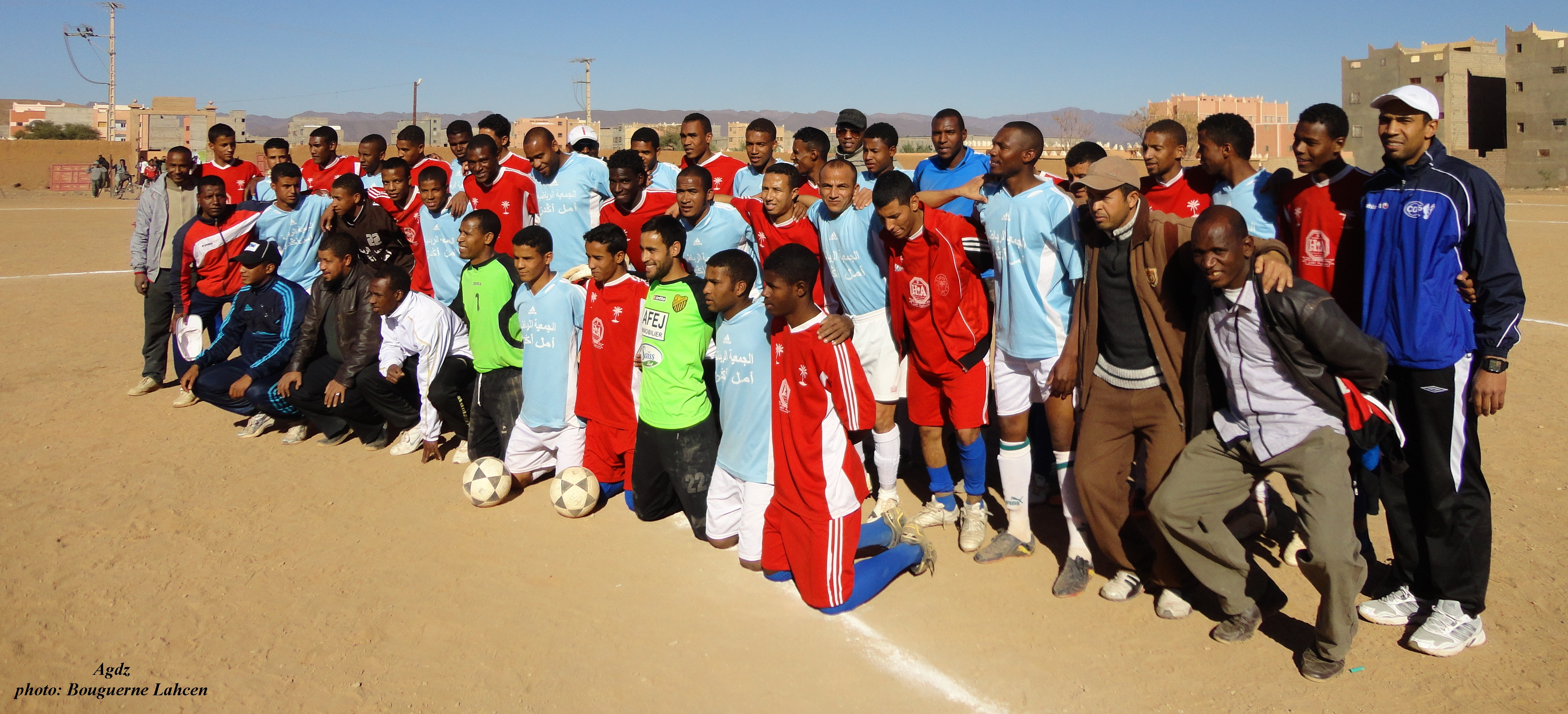
Agdz voetbalclubs
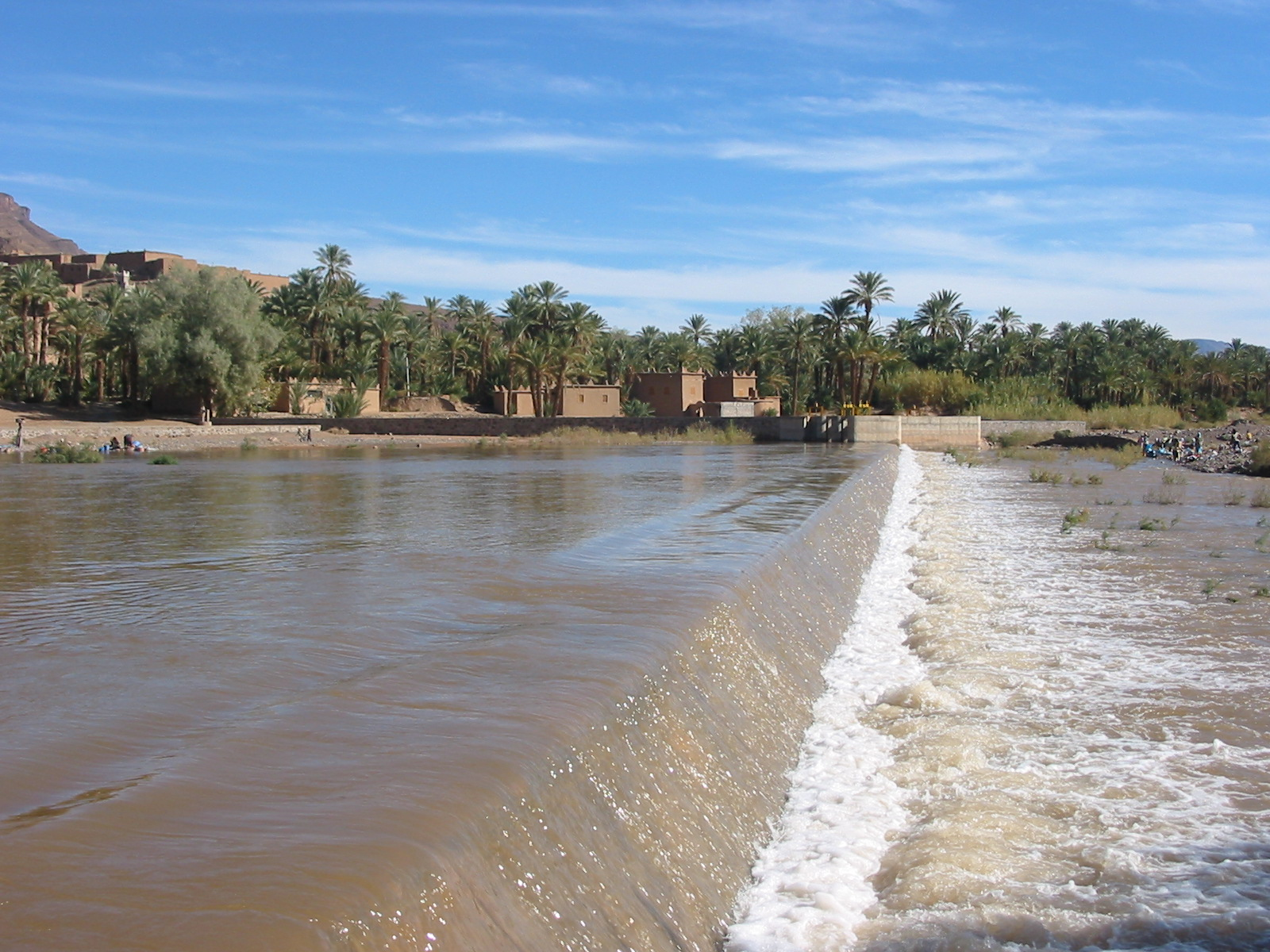
Draa Vallei in Agdz
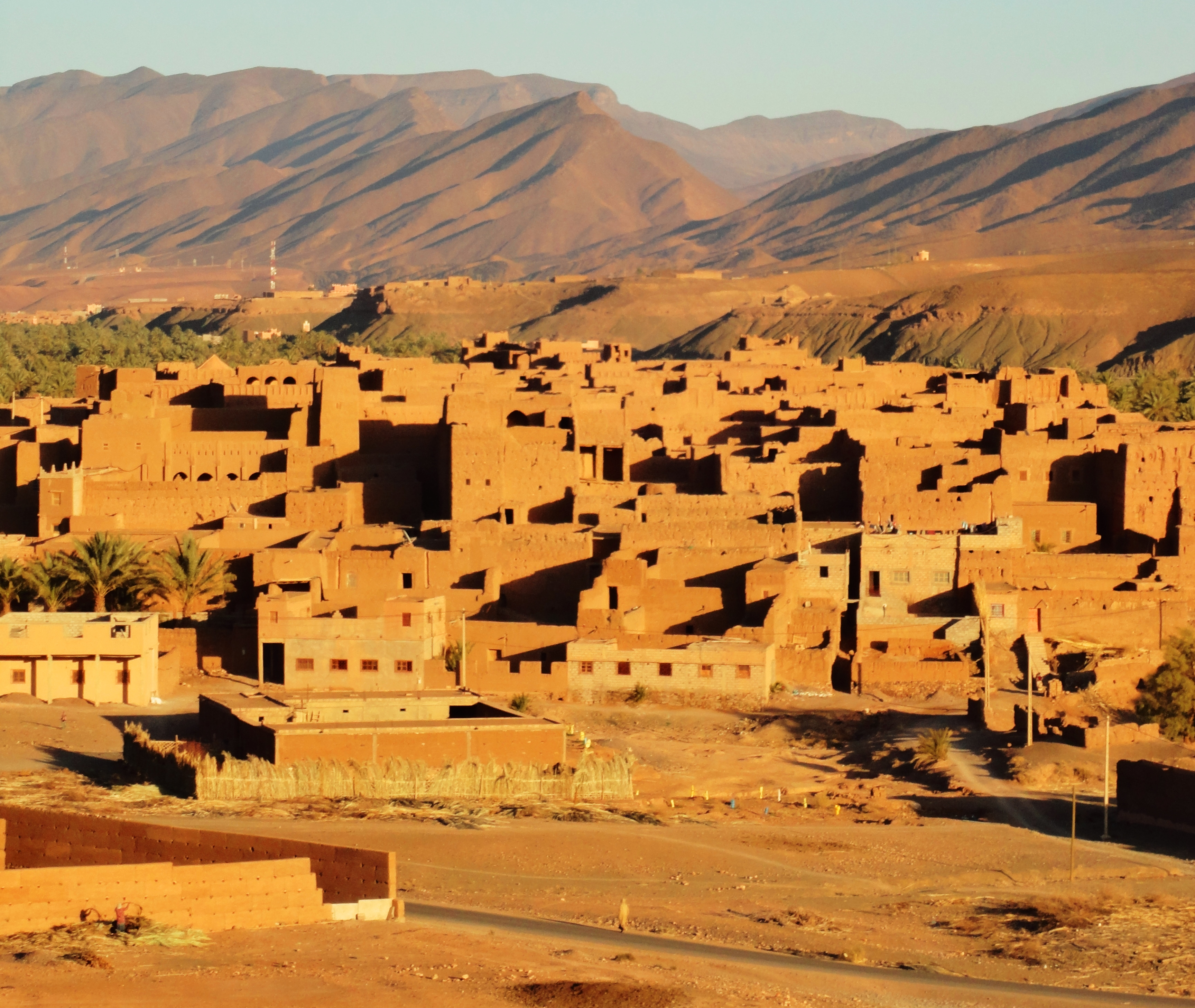
Ksar van Tamnougalte
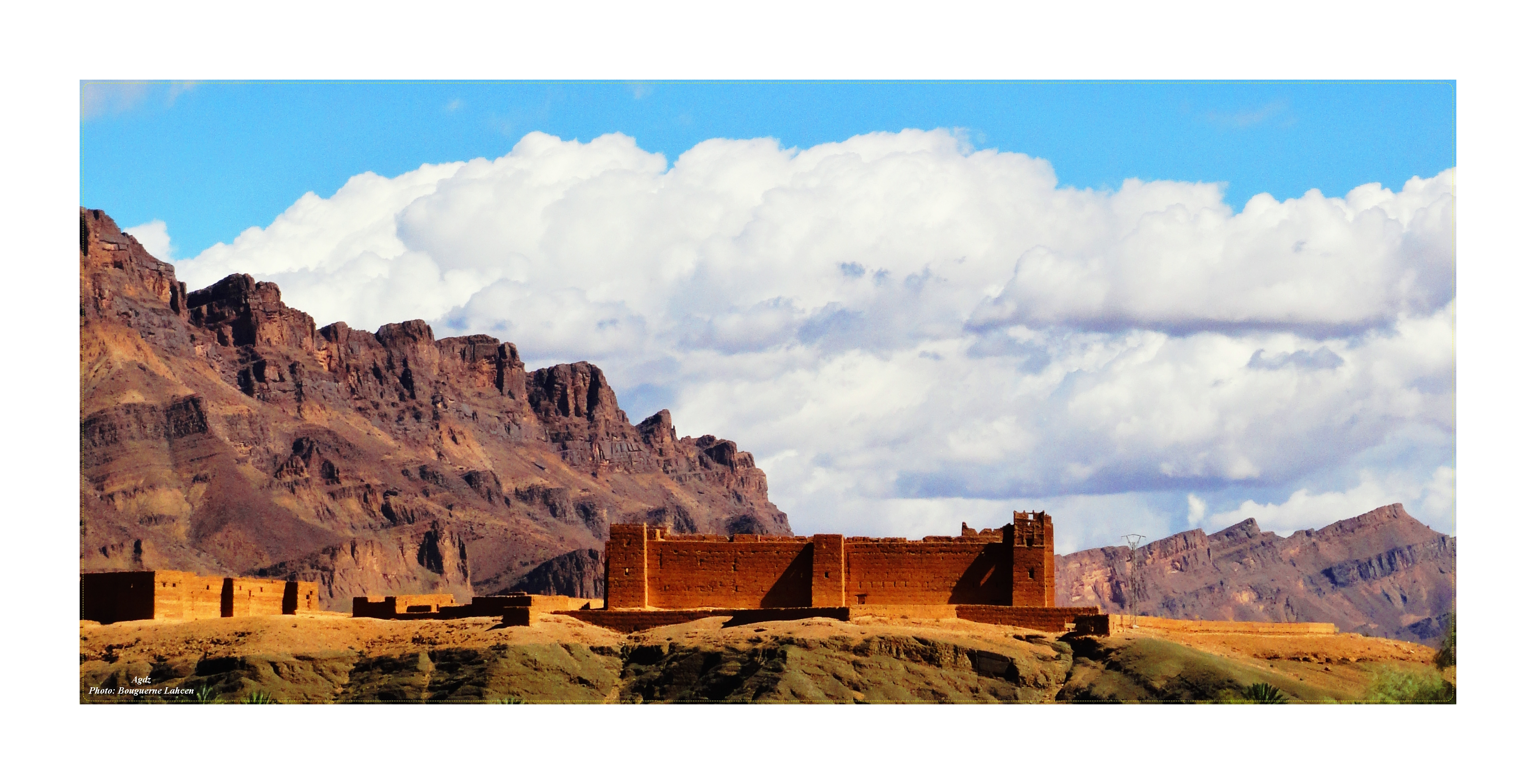
Casbah van Tamnougalte
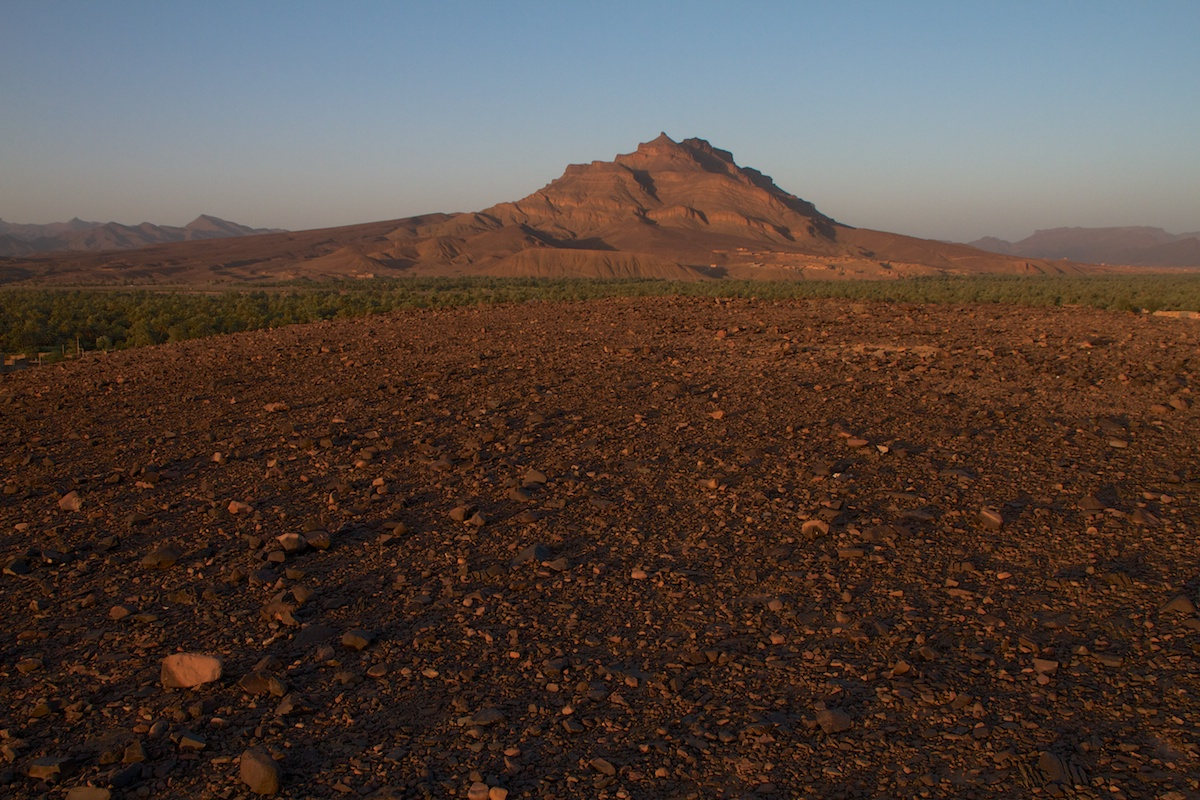
Jebel Kissane in Agdz
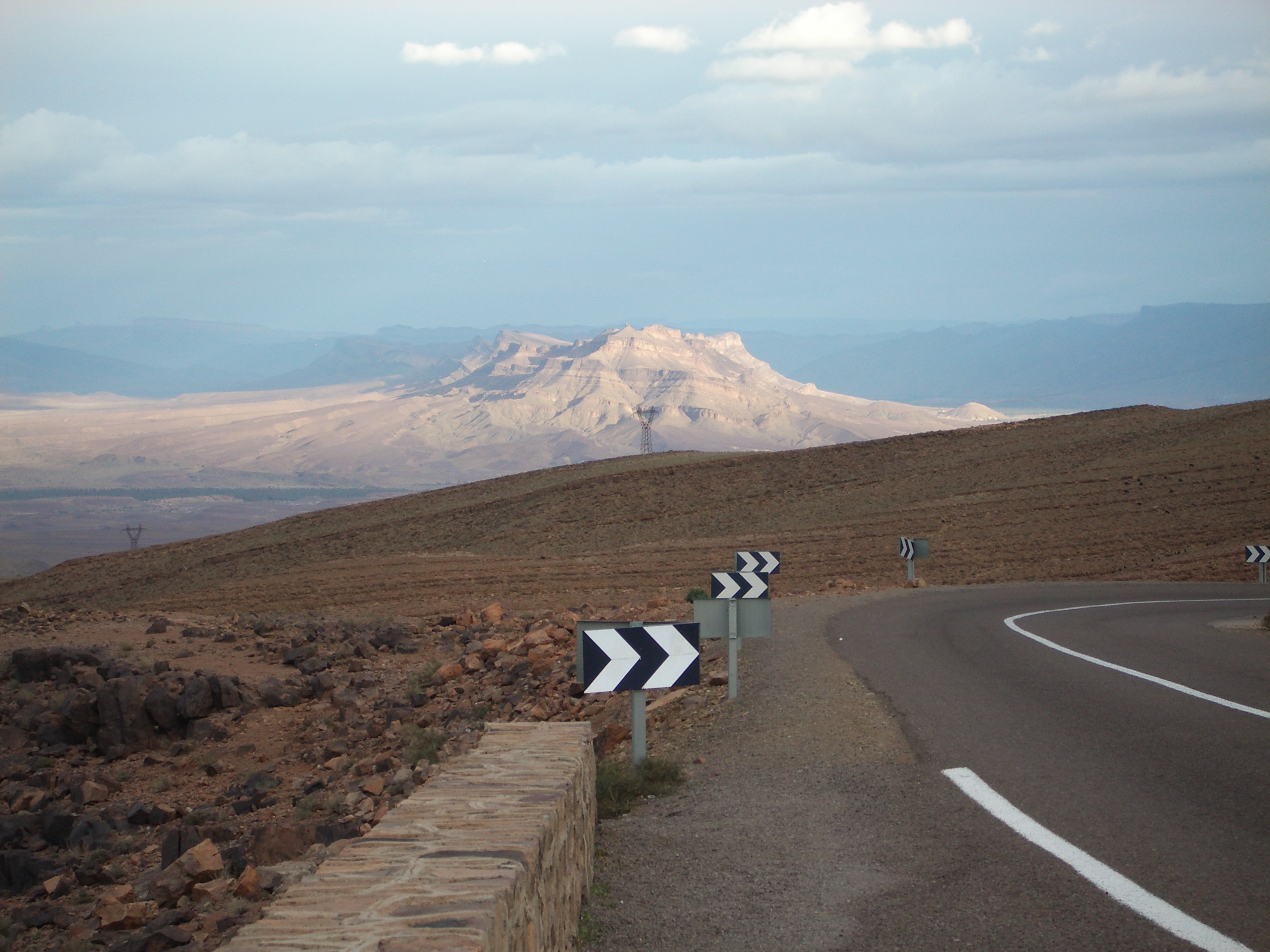
Uitzicht op Jebel Kissane
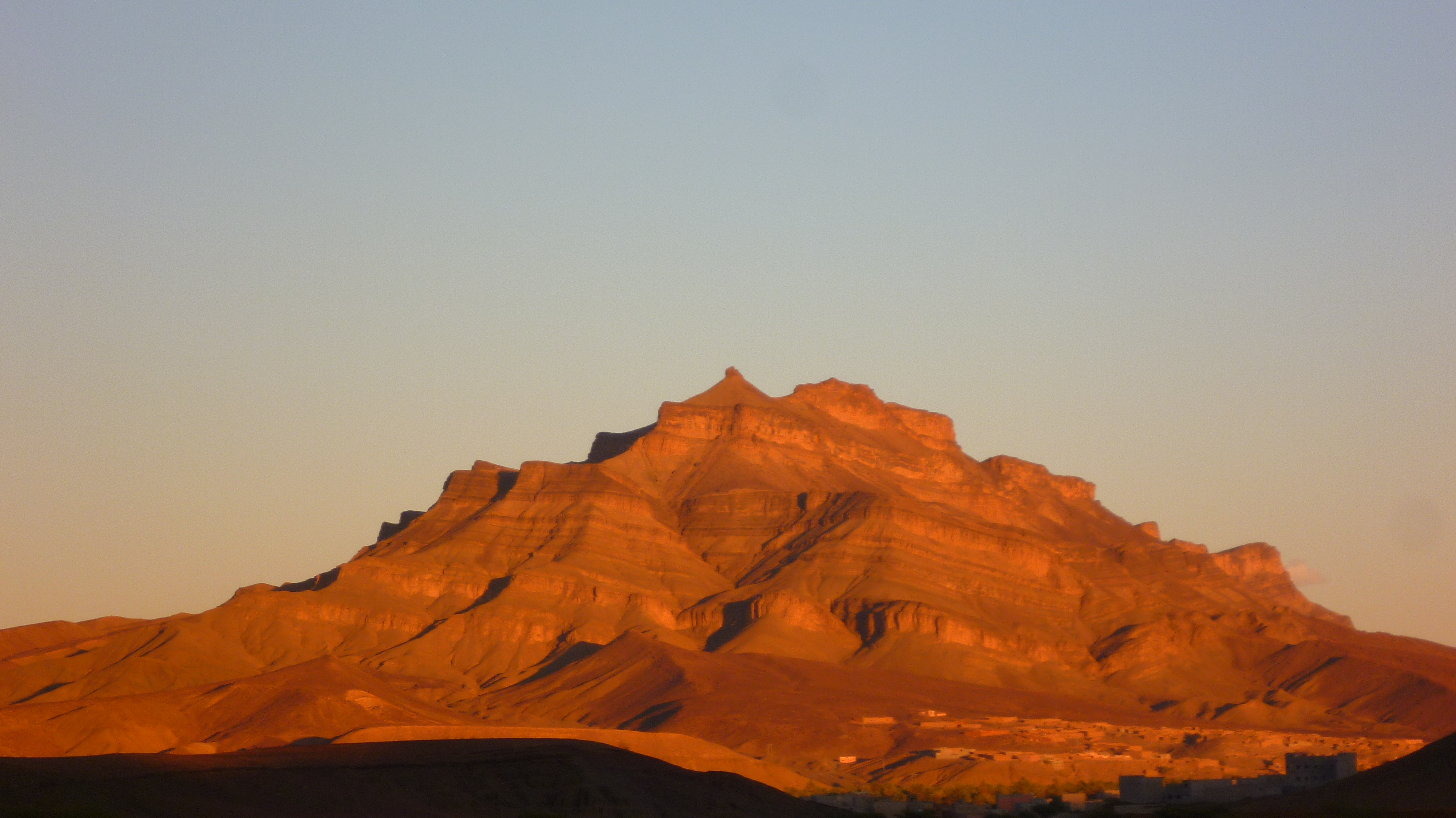
Uitzicht op Jebel Kissane